# Uadzsnesz
Uadzsnesz vagy Uadzslasz ókori egyiptomi uralkodó; a Ramesszida korban a II. dinasztiába sorolták. Az abüdoszi királylistán és a szakkarai királylistán azonban különböző névalakok maradtak fenn, Hór-neve ismeretlen, ezért pontos időrendi besorolása és azonosítása gyakorlatilag lehetetlen. A torinói királylistán is van egy töredékes név, amelyből csak az utolsó sz hang olvasható. Sextus Iulius Africanusnál a Τλας (Tlasz) név valószínűleg az Uadzslasz névvel hozható kapcsolatba, a Tlasz nevet is hol Hór-Szekhemib, hol Uneg királyokkal azonosítják még.

## Azonosítása

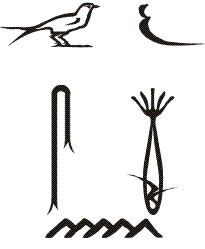
Tintarajz az „urma uadzseszen” (wr.maˀa w3ḏ.sn) felirattal

A Hór-név hiányában tág lehetőségek adódnak. Jelenleg általában vagy Uneg vagy Ninetjer királyokkal azonosítják, e kettőt egyébként is sokan azonosnak tekintik, így a II. dinasztia harmadik uralkodója lenne. E feltevés alapja, hogy a Ramesszida korban használt hieratikus írásban az uneg-virág és a papiruszszár írásjelek nagyon hasonlóak, így a hieroglifa vésnöke összekeverhette a két jelet a felirat alapjául szolgáló kéziraton. A lehetséges időszakot nem sokkal követő korból, a Dzsószer-piramis nyugati galériájából hat kőedény ismert, amelyeken talán az Uadzsnesz név korai alakja, az Uadzseszen olvasható a szed-ünneppel kapcsolatban. Ez azt jelenti, hogy vagy maga Uadzseszen uralkodott sokáig, vagy trónörökösként vett részt egy másik hosszú életű király szed-fesztiválján.
Nicolas Grimal és Walter Bryan Emery a Szekhemib Hór-névvel azonosítják, mivel a királylistákon Szenedzs és Széth-Peribszen követi a nevét. Wolfgang Helck és Dietrich Wildung szerint az Uadzsnesz név egyenesen a hieratikus Peribszen egyik lehetséges olvasata.

## Fordítás
- Ez a szócikk részben vagy egészben  a   Wadjenes című angol Wikipédia-szócikk ezen változatának fordításán alapul.  Az eredeti cikk szerkesztőit annak laptörténete sorolja fel. Ez a jelzés csupán a megfogalmazás eredetét és a szerzői jogokat jelzi, nem szolgál a cikkben szereplő információk forrásmegjelöléseként.
- Ez a szócikk részben vagy egészben  a   Wadjenes című német Wikipédia-szócikk ezen változatának fordításán alapul.  Az eredeti cikk szerkesztőit annak laptörténete sorolja fel. Ez a jelzés csupán a megfogalmazás eredetét és a szerzői jogokat jelzi, nem szolgál a cikkben szereplő információk forrásmegjelöléseként.